# Rojjana Raklao
Rojjana Raklao (* 11. August 1993) ist eine thailändische Ruderin.

## Karriere
Rojjana Raklao startete bei den Junioren-Weltmeisterschaften 2009 im Zweier ohne Steuerfrau mit Tippaporn Pitukpaothai. Mit dem dritten Platz im C-Finale belegten die beiden am Ende den 15. Platz.
Nachdem sie einige Jahre nicht auf internationalen Wettkämpfen gestartet ist, ging sie bei den Asienspielen 2014 in Incheon an den Start. Bei den Asienspielen gewann Raklao mit Phuttharaksa Neegree die Bronzemedaille im Doppelzweier hinter den Booten aus China und Kasachstan. Zusätzlich starteten Raklao und Neegree auch im Leichtgewichts-Doppelzweier, wo sie ebenfalls die Bronzemedaille gewannen. 2015 nahmen die beiden im Leichtgewichts-Doppelzweier an den Weltmeisterschaften teil, wo sie das E-Finale gewannen und damit den 25. Platz in der Endabrechnung belegten. Zum Ende der Saison gewann der thailändische Leichtgewichts-Doppelvierer in der Besetzung Tippaporn Pitukpaothai, Matinee Raruen, Rojjana Raklao und Phuttharaksa Neegree bei den Asienmeisterschaften in Peking die Bronzemedaille. 2016 startete sie beim Weltcup in Luzern im Leichtgewichts-Einer und belegte den 18. Platz. Beim Weltcup in Posen wurde sie 20. im Leichtgewichts-Einer. Im September gewann sie mit Phuttharaksa Neegree die Silbermedaille im Doppelzweier bei den Asienmeisterschaften in Jiashan.
Ein Jahr später wurde sie mit Tippaporn Pitukpaothai, Matinee Raruen, und Phuttharaksa Neegree im Leichtgewichts-Doppelvierer neunte bei den Weltmeisterschaften 2017. Später im Jahr gewannen sie im Doppelvierer in der gleichen Besetzung die Bronzemedaille bei den Asienmeisterschaften im eigenen Land, in Pattaya. Außerdem gewann sie eine weitere Bronzemedaillen im Doppelzweier mit Phuttharaksa Neegree. Bei den Asienspielen 2018 belegte sie den vierten Platz im Leichtgewichts-Doppelvierer zusammen mit Matinee Raruen, Tippaporn Pitukpaothai und Phuttharaksa Neegree. Im Jahr 2019 belegte sie den 17. Platz im Einer beim Weltcup in Rotterdam. Später in der Saison folgte ein 30. Platz im Einer bei den Weltmeisterschaften. Im Herbst gewann sie die Silbermedaille im Doppelvierer mit Phuttharaksa Neegree, Matinee Raruen und Parisa Chaempudsa bei den Asienmeisterschaften hinter der chinesischen Crew.

## Internationale Erfolge
- 2009: 15. Platz Junioren-Weltmeisterschaften im Zweier ohne Steuerfrau
- 2014: Bronzemedaille Asienspiele im Doppelzweier
- 2014: Bronzemedaille Asienspiele im Leichtgewichts-Doppelzweier
- 2015: 25. Platz Weltmeisterschaften im Leichtgewichts-Doppelzweier
- 2015: Bronzemedaille Asienmeisterschaften im Leichtgewichts-Doppelvierer
- 2016: 20. Platz Weltmeisterschaften im Leichtgewichts-Einer
- 2016: Silbermedaille Asienmeisterschaften im Doppelzweier
- 2017: 9. Platz Weltmeisterschaften im Leichtgewichts-Doppelvierer
- 2017: Bronzemedaille Asienmeisterschaften im Doppelzweier
- 2017: Bronzemedaille Asienmeisterschaften im Doppelvierer
- 2018: 4. Platz Asienspiele Leichtgewichts-Doppelvierer
- 2019: 30. Platz Weltmeisterschaften im Einer
- 2019: Silbermedaille Asienmeisterschaften im Doppelvierer